# Nowomaltinsk
Nowomaltinsk (ros. Новомальтинск) – osiedle w Rosji, w obwodzie irkuckim, w rejonie usolskim. W 2010 liczyło 1445 mieszkańców.